# Парк Олимпик Лион
Парк Олимпик Лион (фр. Parc Olympique Lyonnais), познат и по именима Стадион Групама и Стадион Лиона, фудбалски је стадион у граду Десен Шарпје у Француској. Стадион је домаћин фудбалског клуба Олимпик Лион. Капацитет стадиона износи 59.186 места.

## Утакмице

### Европско првенство 2016.
| Датум         | Време | Први тим    | Резултат | Други тим       | Коло          | Број гледалаца |
| ------------- | ----- | ----------- | -------- | --------------- | ------------- | -------------- |
| 13. јун 2016. | 21:00 | Белгија     | 0 : 2    | Италија         | Група Е       | 55.408         |
| 16. јун 2016. | 18:00 | Украјина    | 0 : 2    | Северна Ирска   | Група Ц       | 51.043         |
| 19. јун 2016. | 21:00 | Румунија    | 0 : 1    | Албанија        | Група А       | 49.752         |
| 22. јун 2016. | 18:00 | Мађарска    | 3 : 3    | Португалија     | Група Ф       | 55.514         |
| 26. јун 2016. | 15:00 | Француска   | 2 : 1    | Република Ирска | Осмина финала | 56.279         |
| 6. јул 2016.  | 21:00 | Португалија | 2 : 0    | Велс            | Полуфинале    | 55.679         |

### Светско првенство за жене 2019.
| Датум        | Време | Први тим         | Резултат     | Други тим        | Коло       | Број гледалаца |
| ------------ | ----- | ---------------- | ------------ | ---------------- | ---------- | -------------- |
| 2. јул 2019. | 21:00 | Енглеска         | 1 : 2        | Сједињене Државе | Полуфинале | 53.512         |
| 3. јул 2019. | 21:00 | Холандија        | 1 : 0 (прод) | Шведска          | Полуфинале | 48.452         |
| 7. јул 2019. | 17:00 | Сједињене Државе | 2 : 0        | Холандија        | Финале     | 57.900         |